# Simulium sonkulense
Simulium sonkulense är en tvåvingeart som beskrevs av Yankovsky 2000. Simulium sonkulense ingår i släktet Simulium och familjen knott. Inga underarter finns listade i Catalogue of Life.